# Ceylonflugsnappare
Ceylonflugsnappare (Eumyias sordidus) är en fågel i familjen flugsnappare inom ordningen tättingar, endemisk för Sri Lanka. IUCN kategoriserar den som nära hotad.

## Utseende och läte

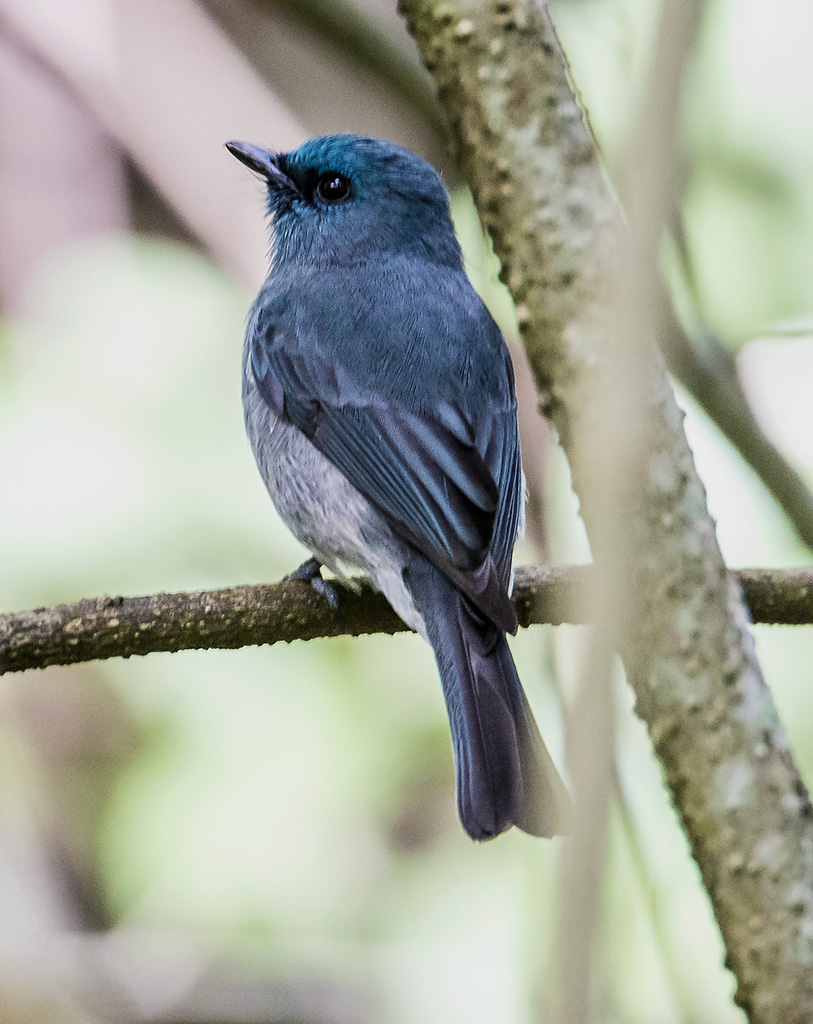
Adult ceylonflugsnappare.

Ceylonflugsnapparen är ungefär 15 cm lång och är den enda helblå flugsnapparen på Sri lanka. Som adult har den askblå fjäderdräkt med gråvit buk. Den har en svart tygel kantad av koboltblått, vilket syns speciellt på pannan. Honan är bara något mattare än hanen. I juvenil dräkt är den mörkbrun på ovansidan med sandfärgade prickar, medan bröstet är ljusare gråbrunt vattrat i svart och sandfärgade prickar. Vingen och stjärten har samma färg som hos adult men med sandfärgade fjäderspetsar på de större täckarna.
Sången är mjuk och har en sorgsen ton, med sex till åtta toner som höjs och sänks.

## Utbredning och systematik
Ceylonflugsnappare förekommer enbart i högt belägna skogsområden på södra centrala Sri Lanka. Arten tillhör det asiatiska släktet Eumyias med ganska stora flugsnappare som alla är ganska lika med helblå adulta fjäderdräkter hos båda könen. Ceylonflugsnapparen behandlas som monotypisk, det vill säga att den inte delas in i några underarter.

## Ekologi
Ceylonflugsnapparen lever i par men hanen och honan kan uppträda långt ifrån varandra, och hävdar sitt revir. Den förekommer i högt belägna täta skogsområden men uppträder även i skogskanter och skuggiga trädgårdar, från 1220 till 1830 meters höjd. Som andra flugsnappare lever den främst av flygande insekter, men även skalbaggar, larver och andra insekter samt bär som den plockar lågt i undervegetationen eller på marken stenar. Häckningen äger rum från mitten av mars till september.

## Ceylonflugsnappare och människan

### Status och hot
Ceylonflugsnapparen tros ha ett rätt litet utbredningsområde i vilket dess levnadsmiljö minskar i både omfattning och kvalité. Internationella naturvårdsunionen IUCN kategoriserar därför arten som nära hotad.

### I kulturen
Trots att den lever i skogshabitat är den förhållandevis lätt att få se och den är en välkänd fågel. Den förekommer på sedeln för 50 lankesiska rupee som gavs ut 2010 och på ett lankesiskt frimärke från 1983.